# Lourenço Ortigão
Lourenço Osório de Aragão Ortigão Pinto, noto come Lourenço Ortigão (Lisbona, 9 agosto. 1989), è un attore e modello portoghese.

## Filmografia

### Televisione
- 2009 - Morangos com Açúcar  - Rui Oliveira	[4]
- 2011 - Remédio Santo	Miguel Coelho Borges
- 2012 -	Morangos com Açúcar: Filme - Rui Oliveira
- 2012 - 	Doida por Ti - Alberto «Beto» Lopes
- 2013 -	Belmonte - Lucas Belmonte
- 2014 - Dança com as Estrelas
- 2015 - A Única Mulher -Luís Miguel
- 2017 - A Herdeira	Vicente Villalobos
- 2019 - Juntos em Festa - Si
- 2019 -	Prisioneira	- Frederico «Fredy» Cruz[5]
- 2020 - Pecado - Filipe
- 2021 - All Together Now	- Si
- 2022 -	Por Ti	- Afonso Campos
- 2022 -	Estamos em Casa	- Si
- 2022 - Pôr do Sol - Jorge